# Cucullia pallidiscripta
Cucullia pallidiscripta là một loài bướm đêm trong họ Noctuidae.